# Sterigmatobotrys elata
Sterigmatobotrys elata är en svampart som först beskrevs av Pier Andrea Saccardo, och fick sitt nu gällande namn av Cornelius Anton Jan Abraham Oudemans 1886. Sterigmatobotrys elata ingår i släktet Sterigmatobotrys, divisionen sporsäcksvampar och riket svampar.   Inga underarter finns listade i Catalogue of Life.